# 김학도 (1962년)
김학도(金學道, 1962년 8월 23일 ~ , 충청북도 청주시)는 대한민국의 중소벤처기업부 차관을 맡고 있는 공무원이다.

## 학력
- 청주고등학교
- 서울대학교 국제경제학과 학사
- 서울대학교 행정대학원 행정학 석사
- 서던캘리포니아 대학교 대학원 정치경제학 박사

## 경력
- 제31회 행정고시 합격
- 산업자원부 에너지관리과 과장
- 산업자원부 에너지관리팀 팀장
- 지식경제부 자원개발총괄과 과장
- 지역발전위원회의 기획단 파견
- 지식경제부 행정관 겸 대변인
- 지식경제부 신산업정책관
- 인하대학교 경제학과 겸임교수
- 산업통상자원부 통상교섭실 실장
- 산업통상자원부 에너지자원실 실장
- 한국산업기술진흥원 원장
- 중소벤처기업부 차관
- 제18대 중소벤처기업진흥공단 이사장
- 충청북도청 경제수석보좌관
- 2024년 3월~2024년 4월: 제22대 국회의원선거 국민의힘 충북도당 선거대책위원회 공동선대위원장
- 2024년 3월~2024년 4월: 제22대 국회의원 선거 국민의힘 김동원 충북 청주 흥덕 선거구 후보 동참 선거대책위원회 공동선대위원장